# 오스트리아의 국장

오스트리아의 국장

오스트리아의 국장은 1919년에 처음 제정되었다. 현재의 국장은 오스트리아 제1공화국 시대에 사용된 국장을 수정한 것으로 오스트리아 제2공화국이 수립된 1945년에 제정되었다. 오스트리아의 국장은 오스트리아 정부에서 발행하는 대내외적인 공문서에 사용된다.

## 디자인
금색 발톱과 부리를 가진 검은색 독수리의 머리 위에는 세 개의 성곽 모양을 한 금색 왕관이 씌워져 있다. 왼쪽 발톱에는 낫을, 오른쪽 발톱에는 망치를 잡고 있으며 발톱 양쪽에는 끊어진 쇠사슬이 묶고 있다. 독수리 문양 가운데에는 오스트리아의 국기 문양의 방패가 그려져 있다.

## 상징
독수리는 오스트리아의 주권을, 왕관은 오스트리아의 중산층을 상징한다. 낫은 농업, 망치는 공업을 상징하며 끊어진 쇠사슬은 나치 독일로부터의 해방을 상징한다.

## 역대 오스트리아의 국장

오스트리아 제국의 국장 (1804년-1867년)
오스트리아 헝가리 제국의 국장 (1867년-1915년)
오스트리아 헝가리 제국의 국장 (1915년-1918년)
독일계 오스트리아의 국장 (1918년-1919년)
오스트리아 제1공화국의 국장 (1919년-1934년)
오스트리아 연방국의 국장 (1934년-1938년)
오스트리아 제2공화국의 국장 (1945년-현재)

## 같이 보기
- 오스트리아의 국기